# Salamandra (mitologia)

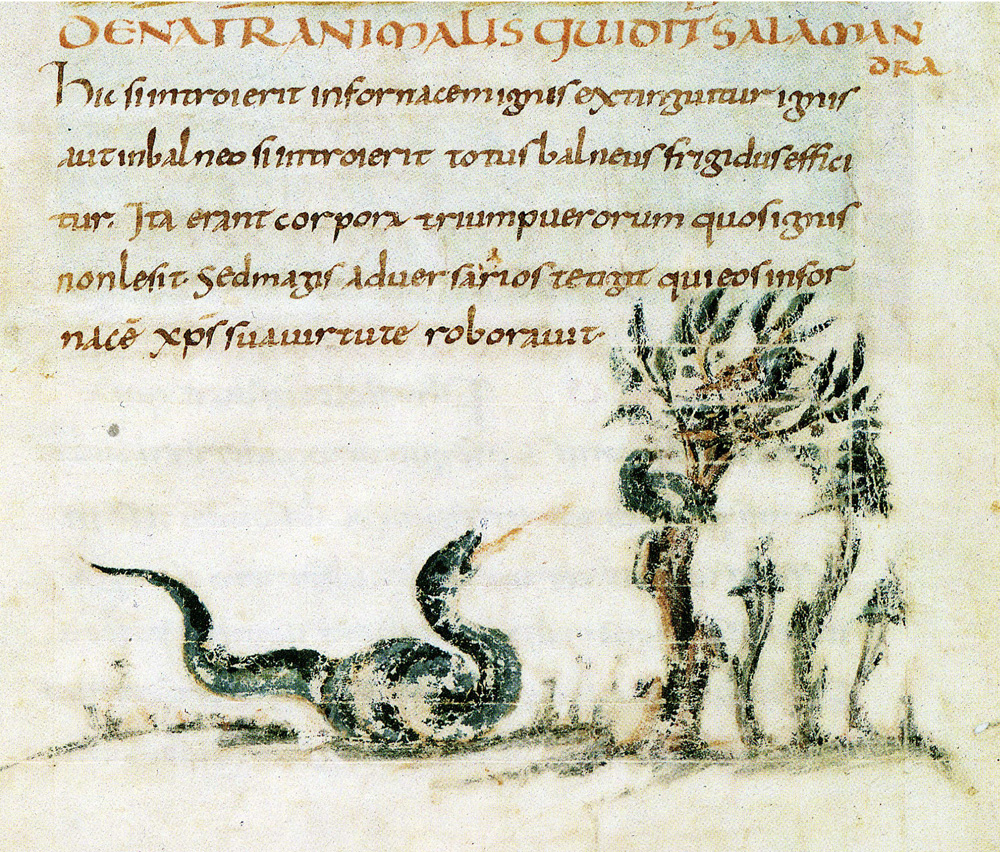
Illustrazione di una Salamandra dal Fisiologo di Berna (IX secolo).

Nella mitologia delle saghe popolari e delle tradizioni alchemiche, le salamandre sono creature del fuoco a cui è attribuita la capacità di far vivere le fiamme, riuscendo ad attraversarle rimanendo illese.

## Descrizioni
Fin dall'antichità le salamandre erano assimilate agli omonimi animali, i quali si pensava che vivessero nel fuoco come gli uccelli nell'aria, sebbene in realtà la pelle umida di questi anfibi li renda estremamente vulnerabili non solo a fonti di calore, ma anche al disseccamento dovuto alla lontananza dall'acqua o da luoghi umidi. Plinio il Vecchio nella sua Storia Naturale ne dava questa spiegazione: «[La salamandra] è tanto fredda che al suo contatto il fuoco si estingue non diversamente dall'effetto prodotto dal ghiaccio».
L'associazione col fuoco era rimarcata anche dall'infiammazione provocata dal loro veleno: le loro ghiandole cutanee possono infatti secernere una sostanza irritante per le mucose. Plinio sostenne che, se una qualunque parte del corpo umano fosse entrata in contatto con la bava della salamandra, avrebbe cambiato colore ricoprendosi di macchie biancastre: probabilmente voleva dare una spiegazione alla vitiligine.
A ogni modo, le salamandre davano il nome a una categoria del popolo fatato già conosciuta dalla mitologia celtica, gli elementali del fuoco. Nella tradizione esoterica, l'aspetto con cui costoro apparirebbero ai veggenti è quello di lingue di fuoco o di globi luminosi. Personificazioni del fuoco stesso, furono scelte dagli alchimisti come simbolo dell'opera di calcinazione. Riconducibile agli alchimisti,nello specifico a coloro che facevano parte della corte dell'imperatore Federico II, anche lo stemma della città italiana Salsomaggiore Terme, concessa, secondo la tradizione, dall'imperatore nel 1226. Il significato esoterico nascosto nello stemma cittadino, starebbe ad indicare sia il metaforico"sale della sapienza" a cui gli alchimisti anelavano, sia il prezioso sale minerale, che si ricavava dalle acque salsesi, dai tempi più remoti fino a pochi decenni fa.
Nel Medioevo cristiano la salamandra fu caricata ancor più di significati simbolici, legati all'immagine stessa del Cristo, per la capacità dell'omonimo anfibio di risorgere dopo morto, come la Fenice dalle sue ceneri. La si trova molto frequentemente nei bestiari dell'epoca, anche se le sue caratteristiche erano spesso identificate con quelle di vari rettili, dai serpenti alle lucertole. Brunetto Latini la descriveva così:
(Brunetto Latini, Li livres dou Tresor, libro I, cap. CXLVI)

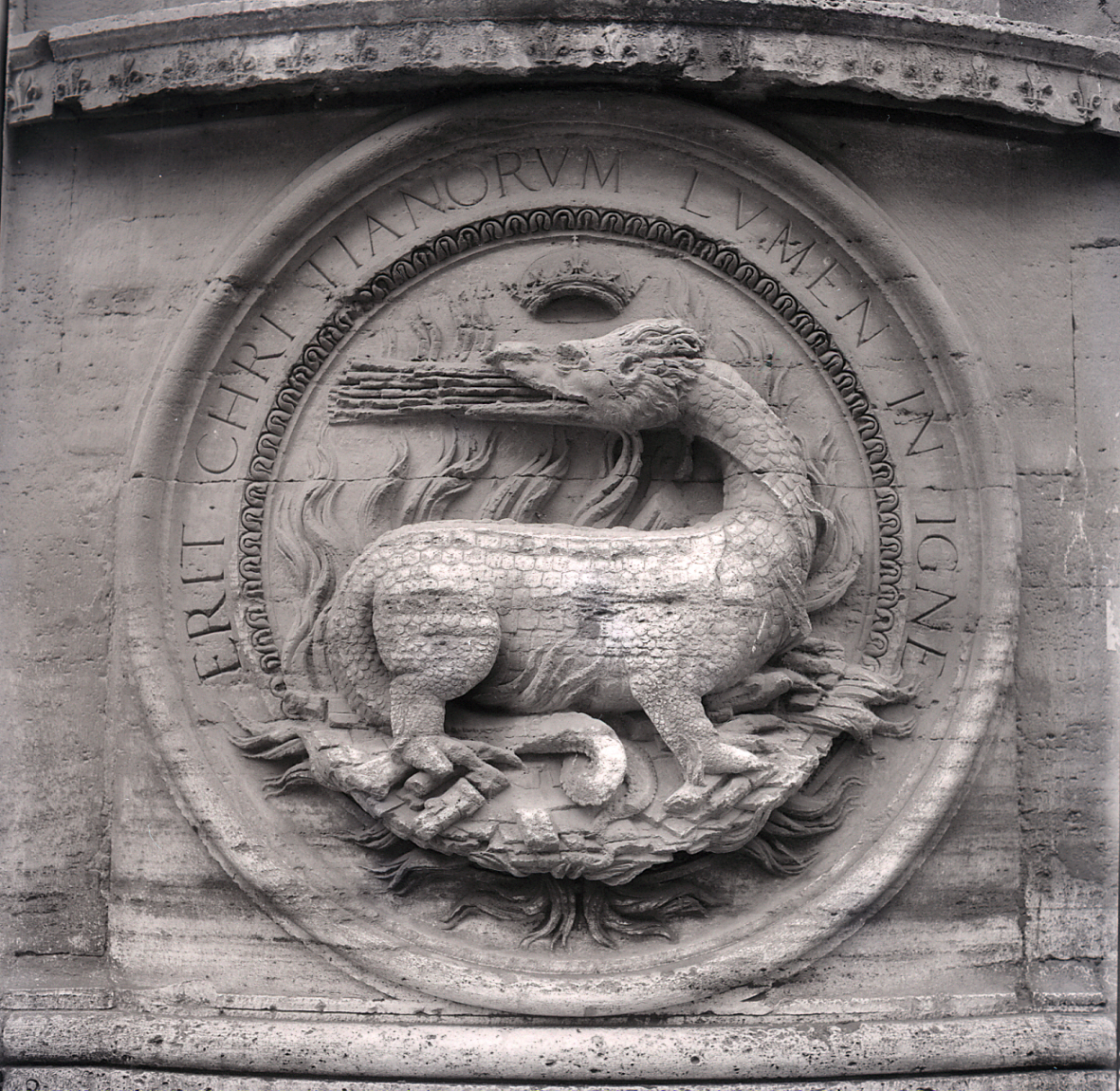
Salamandra dal soffio infuocato scolpita sulla facciata della chiesa di San Luigi dei Francesi a Roma. Foto di Paolo Monti del 1960.

L'emblema della salamandra nel fuoco fu adottato come stemma dal re di Francia Francesco I, associato al motto nutrisco et extinguo, e dal duca di Mantova Federico II Gonzaga, accompagnato dal motto Quod huic deest me torquet.
Benvenuto Cellini racconta che una salamandra era sempre presente nelle fiamme del suo caminetto, e già nella sua casa d'infanzia gli era capitato di vederne una.
Paracelso, nel suo trattato dedicato agli elementali, presenta le salamandre come lunghe, agili e snelle, abitanti soprattutto in prossimità dei vulcani sin da tempi remoti. Il rumore di sottofondo proveniente dalla profondità dei crateri consisterebbe nella loro operosa attività di edificazione delle proprie dimore, ad esempio sull'Etna, dove Paracelso afferma di averne sentito le grida. Egli riferisce che parlano raramente e con grande sforzo dei loro segreti, preferendo la compagnia delle vecchie e delle streghe.
Uno studio sistematico delle salamandre lo si ritrova nell'esoterista Rudolf Steiner, secondo cui il loro compito in natura consiste nel raccogliere il calore dal cosmo e trasmetterlo ai fiori delle piante attraverso il veicolo del polline. Esse compenetrano a tal fine l'aura degli insetti, facendosi portatrici dell'elemento fecondante paterno – il calore del cielo – che si unirà poi a quello femminile rappresentato non dall'ovulo, ritenuto ancora un elemento maschile, bensì dalla terra, cioè dall'archetipo della pianta elaborato dagli Gnomi all'interno del suolo.
Delle salamandre sarebbero inoltre intessuti i pensieri stessi dell'uomo: l'anatomia occulta del corpo delle salamandre è infatti per Steiner quella tra gli elementali più simile all'essere umano, perché al pari di quest'ultimo consterebbe di un organo fisico di terra, uno eterico d'acqua, uno astrale d'aria, ed infine un abbozzo dell'Io, la cui essenza sarebbe sostanza pensante di fuoco: avendo però sviluppato solo in parte questo principio dell'Io, la salamandra rimane al livello della materia invisibile.